# Enlightening the World
Enlightening the World — дебютный студийный альбом хорватской хеви-метал группы Undercode, выпущенный 19 сентября 2002 года на лейбле Metal Warriors, на территориях Австралии и Новой Зеландии.

## Создание и релиз
Работа над альбомом «Enlightening the World» началась в 1998 году, когда участники группы, набившие руку на концертных выступлениях, решили записать свою дебютную пластинку. Проведя некоторое время на студии звукозаписи, Undercode выпустили для ознакомления демо-альбом под названием «Before the Sunrise», который вышел 26 июля 1999 года и включал в себя всего лишь четыре песни.
После выпуска демо, Undercode удалось договориться об издании альбома с небольшим андерграунд-лейблом Sunrise Media, после чего взялись за запись полной версии альбома под названием «Enlightening the World». Альбом был почти полностью готов, однако Undercode остались недовольны конечным продуктом и приняли решение перезаписать его в новой студии и на новом лейбле. Одной из причин данного решения, по словам вокалиста группы Дамира Любичича, стал непрофессионализм гитариста, который «был обычным дилетантом». Undercode долгое время искали нового участника, пока к группе не присоединился второй гитарист — Иван Шпеляк (хорв. Ivan Špeljak-Jitz), который практически полностью переписал многие песни альбома и добавил ему большей жесткости и «металличности», что в итоге и вылилось в окончательную версию альбома. Со слов Дамира Любичича, «Иван изменил множество вещей в альбоме, почти переписал многие песни и довел их до такого уровня, который представлен на альбоме. С ним альбом стал гораздо лучше, так как предыдущая версия пластинки была довольно-таки сырой и непрофессиональной.»
Работа над альбомом «Enlightening the World» велась с апреля по октябрь 2001 года на загребской студии звукозаписи «Monitor Audio». Продюсерами пластинки выступили гитарист Иван Шпеляк и барабанщик Давор Керанович, а сопродюсером являлся владелец студии — Хрвое Фердербер (хорв. Hrvoje Ferderber).
Альбом был окончательно записан и сведен в октябре 2001 года, однако участники группы столкнулись с большой проблемой — поисками издателя. Undercode долгое время отшивал лейбл за лейблом, обосновывая это довольно посредственным качеством альбома и его продукции. В конце концов, спустя год группа приняла решение издавать альбом ограниченным тиражом на территории Австралии и Новой Зеландии. Данный выбор был обусловлен тем, что вокалист уже долгое время проживал в Мельбурне и имел связи с местным локальным лейблом «Metal Warriors». Таким образом, 19 сентября 2002 года «Enlightening the World» официально поступил в продажу на полки австралийских магазинов.

## Сотрудничество с Croteam
В 2001 году хорватская компания Croteam обратилась к Undercode с предложением поучаствовать в создании саундтрека к новой игре студии, Serious Sam: The Second Encounter, и лицензировать несколько треков с их дебютного альбома для дальнейшего включения в игру. Игра поступила в продажу в январе 2002 года и включала в себя три ремикса композиций Undercode: Enlightening the World, Freedom (Is Mine) и As Above, So Below, которые звучали во время битв с боссами. Во многом именно благодаря этому сотрудничеству Undercode и завоевала популярность за пределами родной страны. Позднее композиции Undercode также использовались в трейлере спин-офф игры Serious Sam: Next Encounter и Serious Sam 2 (в игру вошёл один из ремиксов из «Второго Пришествия»).

## Клипы
Выпуск альбома сопровождался выходом трёх музыкальных клипов на песни Enlightening the World, Ashes Up Your Sleeves и As Above, So Below, съемками которых занимался начинающий австралийский режиссёр Стив Рэвич (англ. Steve Ravic). Впоследствии, Undercode ещё раз сотрудничали со Стивом на съемках интернационального метал-фильма «Warrior».
Все три клипа загружены для свободного просмотра участниками группы на сайте YouTube.

## Музыкальный стиль и тематика
Определённое влияние на альбом и его тематику оказали конспирологические теории «Нового Мирового Порядка», теории заговора и масонских сообществ (т.н. теневое правительство), а также религиозные и политические течения и события, некоторые из которых прямым текстом упоминаются в определённых песнях альбома. Лирика альбома преобладает различными метафорами и скрытыми отсылками к каким-либо событиям конца XX — начала XXI века, как, к примеру, гражданская война в Югославии или политика США на Ближнем Востоке. Также, помимо этого, особое внимание в «Enlightening the World» уделяется религии и пророчествам. Некоторые песни являются пересказом каких-либо историй из Библии, однако зачастую, в силу присущей Undercode мании к скрытому смыслу, старые библейские рассказы и пророчества проецируются на современный мир и его устои и порядки. Иными словами, под религиозной тематикой некоторых песен Undercode скрывается довольно мрачное и узнаваемое описание реалий современного мира, политических и военных событий. Однако на пластинке есть место и более простым и сугубо личным песням, как «Alone» или «Kingdom of the Sands». Символизм можно заметить даже на обложке альбома: пирамида с иероглифом, обозначающим глаз Гора, напоминает изображение «всевидящего ока», негласного символа масонов.
Помимо этого «Enlightening the World» можно назвать и концептуальным альбомом. Почти все песни пронизаны общей идеей и сюжетом, особое внимание уделяется войнам и грядущему апокалипсису. Песня «New Jerusalem», по словам вокалиста группы, основана на пророчествах сербского старца Митара Тарабича, который якобы предсказывал многие события XX и XXI века, и особое внимание уделял апокалипсису, третьей мировой войне и второму пришествию Христа.
При создании лирики Дамир Любичич во многом вдохновлялся постапокалиптической трилогией Mad Max.

## Список композиций
Все слова и музыка написаны группой Undercode за исключением песни «Alone», которая основана на одноимённом стихотворении Эдгара Алана По.
| №   | Название                 | Длительность |
| --- | ------------------------ | ------------ |
| 1.  | «Do Not Forgive Us»      | 4:11         |
| 2.  | «Enlightening the World» | 4:00         |
| 3.  | «My Mandylion»           | 4:20         |
| 4.  | «Alone»                  | 4:53         |
| 5.  | «Kingdom of the Sand»    | 5:11         |
| 6.  | «Freedom (Is Mine)»      | 4:49         |
| 7.  | «Ashes Up Your Sleeves»  | 4:33         |
| 8.  | «New Jerusalem»          | 5:40         |
| 9.  | «Angelic Rebellion»      | 4:47         |
| 10. | «As Above, So Below»     | 6:14         |

## Участники записи
- Дамир Любичич — вокал, текст песен
- Иван Шпеляк — партии соло- и ритм-гитары, мастеринг, аранжировка, продюсирование
- Давор Керанович — ударные, бэк-вокал, аранжировка на треках Enlightening the World, Kingdom of The Sand и New Jerusalem, продюсирование
- Дарио Сабо — бас-гитара, аранжировка на треках Enlightening the World, Kingdom of The Sand и New Jerusalem
- Данко Лукашевич — партии ритм-гитары
- Хрвое Фердербер — мастеринг, аранжировка, микширование, сопродюсирование
- Аллан Шмидтбауер — звукозапись
- Дамир Цирнчич — дополнительное программирование, цифровое редактирование, мастеринг, клавишные партии
- Энио Вучета — дополнительный бэк-вокал
- Томислав Беланович — дополнительный бэк-вокал
- Стив Рэвич — менеджер «Metal Warriors», режиссёр клипов
- Бэйн Керак — логотип группы
- Эссад Рибич — иллюстрация обложки